# آب‌انبار جواهری قوژد
آب‌انبار جواهری قوژد مربوط به دوره قاجار است و در شهرستان گناباد، بخش مرکزی، روستای قوژد واقع شده‌است. این اثر در تاریخ ۱۹ مرداد ۱۳۸۴ با شمارهٔ ثبت ۱۲۹۰۸ به‌عنوان یکی از آثار ملی ایران به ثبت رسیده‌است.